# Запис дуд Виолете Петровић (Ћићевац - град)
Запис дуд Виолете Петровић (Ћићевац - град) се налази на парцели чији је власник Општина Ћићевац.

## Локација
| Општина             | Ћићевац                                                                     |
| Катастарска општина | Ћићевац - град                                                              |
| Потес               | Ћићевац                                                                     |
| Координате          | 43° 43′ 09″ С; 21° 27′ 00″ И / 43.719200000000001° С; 21.449999999999999° И |
| Надморска висина    | m                                                                           |

## Карактеристике
Дендрометријске вредности утврђене на терену и сателитским снимцима:
| Стабло                     | Дуд |
| Висина стабла              | m   |
| Обим дебла                 | m   |
| Пречник крошње             | 18m |
| Пречник дебла              | m   |
| Висина дебла до прве гране | m   |

## База записа
Запис је у оквиру Викимедија пројекта "Запис - Свето дрво" заведен под редним бројем 0532.